# La storia come pensiero e come azione
La storia come pensiero e come azione di Benedetto Croce è il primo di una serie di saggi che costituiscono l'intera opera pubblicata nel 1938 che porta lo stesso titolo e che è così strutturata:
- La storia come pensiero e come azione
- Lo storicismo e la sua storia
- La storiografia come problema storico
- La certezza e la verità storica
- Storiografia e politica
- Storiografia e morale
- Prospettive storiografiche
- Considerazioni finali
- Appendice

Recenti controversie intorno all'unità della storia d'Italia
- Noterella filologica

## Avvertenza
Nell'introduzione al volume Croce sinteticamente accenna al clima politico in cui l'opera nasce (il fascismo nella sua fase ascendente) e al significato stesso del tema trattato: «Un'insistenza particolare è messa in questo volume sul rapporto tra storiografia e azione pratica» non tanto per respingere le proteste di chi si pone come portatore di «un astratto assolutismo morale» e dichiarando di agire in base a valori morali assoluti si oppone a quella morale che si invera nella storia e ne assume la realtà. Questa «gente... ha i suoi buoni motivi per porre la moralità fuori dalla storia, ben in alto, la quale posizione ne agevola la riverenza da lontano e l'inosservanza da vicino...» Quindi non rispondere a questi ipocriti oppositori è lo scopo dell'opera ma per mostrare come  «il pensiero storico nasce da un travaglio di passione pratica, lo trascende liberandosene», elaborando cioè un pensiero vero che si tradurrà in azione.
Il problema sottinteso in questa concezione è quello di stabilire il rapporto tra teoria e pratica: se la storia è conoscenza cosa spinge la teoria a concretarsi nella pratica?

## La storicità di un libro di storia
Un libro di storia non va giudicato come un libro di buona letteratura: anche se fosse mal scritto esso conserva il suo pensiero storico. Un'opera di storia non ha la sua validità nell'abbondanza delle notizie che esso riporta poiché in questo caso siamo di fronte alla cronaca non alla storia. Le notizie riportate dalla cronaca per essere storia devono diventare «verità nostra, che val quanto dire, prodotta da noi, sulla nostra esperienza interiore.» 
Un libro di storia non è tale se ecciti più o meno la mia immaginazione o mi commuova o mi annoi: in questi casi ci troveremo di fronte a opere di vario genere: poetiche, esortatorie, satiriche.
«Il giudizio di un libro di storia deve farsi, dunque, secondo la sua s t o r i c i t à » intesa come «un atto di comprensione e d'intelligenza» che nasca dall'esigenza pratica che non potrà diventare concreta azione se prima non diventi chiaro il problema teorico da risolvere. «Un bisogno di vita pratica» che può essere «un bisogno morale» che presuppone la conoscenza della situazione in cui ci si trovi per poi agire bene, o un bisogno economico per decidere come conseguire il proprio utile o un bisogno d'altra natura. «Tutte le storie di tutti i tempi e di tutti i popoli» sono nate per soddisfare nuovi bisogni dopo aver resa chiara la  «situazione reale» di partenza per la loro soddisfazione. Dalla storia quindi nasce la necessità di capire, rendere chiaro, risolvere un problema teorico che troverà la sua soluzione per una successiva azione nella storia
«Molte volte la storicità di un libro è per noi inerte o morta» lo leggiamo per erudizione, per piacere emotivo ma accade che i bisogni del tempo presente che «si accendono in noi», ci portano a collegarci a quella storia passata finalmente per capirla e tentare di risolvere così i  bisogni che quelli che ci precederono avevano risolto.

## La verità di un libro di storia
Il bisogno pratico che sta a fondamento di ogni conoscenza storica fa sì che ogni storia sia storia contemporanea, perché per quanto lontani da noi nel tempo siano i fatti che essa tratta «essa è in realtà sempre storia riferita al bisogno e alla situazione presente nella quale quei fatti propagano le loro vibrazioni».
Quelli stessi che nella storiografia costituiscono i documenti storici  passerebbero dallo storico inosservati se non suscitassero in lui emozioni, interessi e sentimenti. Ma il bisogno pratico e lo stato d'animo dello storico non possono di per sé costituire storia, questa si avrà quando quel materiale darà luogo alla conoscenza, suprema sintesi di particolare (i fatti) e universale (la loro interpretazione):

## L'unità di un libro di storia
L'oggetto che rende unitario un libro di storia è il problema che lo storico definisce logicamente a conclusione e soluzione del suo lavoro: si tratta quindi di un'unità logica che non si ritrova in tutti quei libri che pretendono di scrivere storia ma che hanno la loro unità non in un problema ma in una cosa come le storie di una nazione, di una città, di un singolo individuo o di un gruppo d'individui. Queste se svolte in modo coerente sono tutt'al più cronache ordinate riguardo ad un oggetto oppure sono un'incoerente mescolanza di pensieri storici con fantasie.

## Il significato storico della necessità
«Il giudizio nel pensare un fatto lo pensa quale esso è e non già come sarebbe  se non fosse quello che è...Questo è il significato della necessità storica.»
La storia non può essere divisa in fatti necessari e in fatti contingenti. Immaginare una storia diversa da quella che è stata "se" si fosse verificato un certo fatto, è un gioco della nostra fantasia.
Una necessità che dobbiamo escludere dalla storia è poi quella che ci fa pensare che ci sia una catena di fatti nella quale i precedenti determinano i successivi, in una sorta di rapporto di causa ed effetto. Ma il concetto di causa appartiene alla scienza e non alla storia e nessuno storico è mai riuscito a dimostrare che un evento si sia prodotto per delle cause determinanti. In realtà noi abbiamo la tendenza a ricercare una causa necessitante nell'evento che attraversiamo quando presupponevano che si verificasse il fatto atteso e invece se ne è verificato uno inaspettato.
È pur vero che nella storia c'è una logica «perché se la logica è nell'uomo è anche nella storia» la quale appunto l'uomo pensa logicamente; ma la logica della storia non è quella che viene chiamata logicità, cioè l'idea che nella storia ci sia un progetto, un piano predeterminato a cui gli avvenimenti si adeguano e si svolgono secondo quanto stabilito, e che tocca allo storico identificare e rivelare. Gli storici siffatti si sono sempre trovati nella difficoltà di trovare i documenti a sostegno di questo progetto trascendente la storia. «Al pari della causalità, il Dio trascendente è straniero alla storia umana...»
Collegata a questa idea della necessità storica è quella che si possa prevedere il corso degli eventi «perché se del programma divino era rivelato l'atto ultimo (per esempio la venuta dell'Anticristo, la fine del mondo...) [di] tutto il resto intermedio tra il presente e quello [...] un qualche tratto ne poteva essere per grazia rivelato a qualche pio uomo...».
Il medesimo atteggiamento si ritrova nella concezione causalistica della storia ma alla fine sia la prima idea di prevedibilità falliva dinanzi alla imperscrutabile volontà di Dio, sia la seconda si trovava avviluppata nella complessità delle cause degli eventi.

## La conoscenza storica come tutta la conoscenza
Ogni conoscenza, come quella rappresentata dal giudizio storico è collegata alla vita, all'azione che interverrà, come nel caso del sasso che dopo aver conosciuto come un impaccio, scanserò dal mio percorso.
Non esiste un conoscere per il conoscere: senza lo stimolo pratico non vi è neppure conoscenza.
Si è voluto anche distinguere una conoscenza filosofica rivolta alle cose del cielo da  cui essa  attende che le provenga la verità. Ma questa filosofia trascendente è stata sottoposta al giudizio critico della storia che l'ha interpretata come nascente da bisogni storicamente determinati di modo che alla fine è stata "storicizzata" al punto che essa «non è più filosofia ma storia o, che viene a dire il medesimo, filosofia in quanto storia e storia in quanto filosofia.»

## Le categorie della storia e le forme dello spirito
Avere escluso la trascendenza dalla storia ha generato l'errore di negare la distinzione delle categorie dal giudizio poiché si dice che  quando esprimo un giudizio, ad esempio: «questo quadro è bello» la categoria della bellezza verrà storicizzata, si immedesimerà con quella particolare pittura perdendo ogni carattere di trascendenza.
L'errore qui consiste nella confusione di distinzione e trascendenza. Le categorie infatti non cambiano: il cambiamento riguarda i nostri concetti sulle categorie: cambierà il nostro intendere la bellezza ma la categoria di bellezza rimarrà costante e distinta dalla storia.

## La distinzione di azione e pensiero
Una distorta concezione dell'immanenza ha portato a voler negare quello che la filosofia e il senso comune hanno sempre riconosciuto: la distinzione tra il pensiero e l'azione.
Certo il pensiero è anche azione e che quindi «il pensiero non stia fuori dalla vita, ma anzi sia funzione vitale, è da considerare risultamento di tutta la filosofia moderna» ma volere con questo negare che ci sia una distinzione tra conoscenza e volontà, tra pensiero e azione è un sofisma che va superato considerando che il pensiero-conoscenza precede sempre l'azione, la prassi e «se il conoscere è necessario alla praxis, altrettanto la praxis è necessaria al conoscere» quando appunto si osservi come il pensiero attivamente «porga e risolva problemi».
Così pensiero e azione realizzano la circolarità dello spirito mentre «identificato con la volontà e coi fini della volontà, il pensiero cesserebbe di essere creatore di verità e, facendosi tendenzioso, decadrebbe a menzogna; e la volontà e l'azione, non più  rischiarata dalla verità, si abbasserebbe a spasimo e furore passionale e patologico.» Ma questo non accade perché lo spirito si oppone a che «gli interessi pratici [cerchino] di attraversare e sviare la logica della verità e di continuo lavora a cangiare la cieca passionalità in illuminata volontà e azione.»
Purtroppo la negazione della unità-distinzione tra pensiero e azione non rimane un'affermazione astratta e assurda poiché «è favorita da ben note malsanie dei nostri tempi [...] Basta guardarsi attorno [...] per trovarsi dinanzi le manifestazioni dell'indifferenza e dell'irriverenza per la critica e la verità e l'attivismo privo di ideale e tuttavia irruente e prepotente»

## La storiografia come liberazione dalla storia
In questi tempi malsani assistiamo ad una serie di accuse di essere proprio il pensiero storico, lo "storicismo", la causa di queste storture; lo si accusa di fatalismo, di passatismo, di quietismo: accuse, atteggiamenti e comportamenti che non hanno a che fare con la storia ma con la morale e tutt'al più con i difetti dello storico come accade con il conservatorismo di Hegel. In vero il pensiero storico esprime tutto l'opposto di quei comportamenti.
Noi siamo prodotti del passato: per compiere azioni nuove e dirompenti con il passato che è in noi: l'unica via è quella di analizzare con il pensiero il passato, «ridurlo a problema mentale, e risolverlo in una proposizione di verità, che sarà l'ideale premessa per la nostra nuova azione e nuova vita.» È del resto quello che accade nella vita comune di tutti noi quando, attraversando una fase difficile, invece di ripiegarci inerti su noi stessi a commiserarci, esaminiamo quali errori abbiamo compiuto, programmiamo come rimediarvi e, infine, agiamo.
La storiografia, intesa come esame critico del passato e fonte di conoscenza vera, ci libera dalla storia del passato e ci avvia all'azione.

## La storiografia come premessa della lotta del valore col disvalore
Gli avversari della storiografia sostengono la beatitudine dei popoli privi di storia ed esaltano quella storia fatta di semplici fatti senza alcuna interpretazione di essi così come sosteneva Ranke: «Esporre le cose così come propriamente sono state». Ma in vero i fatti non si possono esporre senza determinarne la qualità: dovremo sempre capire se si tratti di un fatto politico, religioso o di altra natura e per questo sarà necessario giudicarlo, formulare su di esso un giudizio, inteso come atto del pensiero.
Da questo giudizio, inteso come «legame del predicato di esistenza dal predicato qualificativo» è da escludere quello morale che si avanza nei confronti di eventi e personaggi del passato. Questa è veramente una pronunzia di condanna o di assoluzione nei confronti di uomini che non vivono più. Questi ormai «non sono responsabili dinanzi a nessun nuovo tribunale appunto perché uomini del passato, entrati nella pace del passato, e come tali oggetto solo di storia, non sopportano altro giudizio che quello che penetra nello spirito dell'opera loro e li comprende. Li comprende e non già insieme...li perdona, perché ormai stanno al di là dalla severità e dall'indulgenza, come dal biasimo e dalla lode.»
«Solo il giudizio storico, che libera lo spirito dalla stretta del passato...mantiene la sua neutralità , ed attende unicamente a fornire la luce che gli si chiede...ed apre la via allo svolgersi dell'azione» concreta che dovrà travagliarsi per far prevalere il bene contro il male, l'utile contro il dannoso, il bello contro il brutto, il vero contro il falso.

## La storia come azione
La storiografia, la conoscenza della realtà, si traduce nel fare secondo le quattro forme della vita dello spirito, nella sfera del bello, del vero, dell'utile, del buono tramite un agire che «tutte le anima...il principio della libertà, sinonimo dell'attività o spiritualità , che non sarebbe tale se non fosse perpetua creazione di vita» . La stessa attività è caratterizzata dal progresso che, al di là delle apparenze, non cessa mai di essere nella storia: «non c'è mai decadenza che non sia insieme formazione o preparazione di nuova vita, e, pertanto progresso.»
Gli scettici e i negatori del progresso nella storia sono coloro che si illudono di poter vivere una vita facile e comoda e immaginano un'età di progresso infinito: un'illusione, la loro, destinata a scomparire. Così coloro che non accettano i travagli della vita vissuta negano il progresso relegandolo in un al di là fantasticato.
Anche nella filosofia hegeliana il progresso era concepito come «uno stato terminale e paradisiaco» dove esso si arresta «di sé soddisfatto e beato» giungendo così ad una perfetta stasi dove la vita non è più vita.

## L'attività morale
Il fine dell'attività morale, escludendo quella che si limita ad obbedire ai comandamenti divini e quella che afferma che essa consiste nell'ascesi cioè nella rinuncia a vivere, è quello di promuovere la vita.
Le forme dello spirito assolvono già a questo compito con la creazione di opere di bellezza, utilità, verità alle quali la morale aggiunge la volontà di combattere il male per il trionfo del bene. Bene e male sono la vita stessa.
La morale attraversa tutte le forme dello spirito e le loro opere:

## La storia come storia della libertà
L'asserzione di Hegel che "la storia sia storia di libertà" era inquadrata nella sua concezione dialettica della libertà vista nel suo iniziale nascere, nel successivo crescere ed infine nel raggiungimento di uno stadio finale e definitivo di maturità.
Croce fa proprio questo detto hegeliano chiarendo però che non si vuole «assegnare alla storia il tema del formarsi di una libertà che prima non era e che un giorno sarà, ma per affermare la libertà come l'eterna formatrice della storia, soggetto stesso di ogni storia. Come tale essa è per un verso , il principio esplicativo del corso storico e, per l'altro, l'ideale morale dell'umanità.»
Alcuni storici, senza ben rendersi conto di quello che scrivono, sostengono che ormai la libertà ha abbandonato la scena della storia. Ma affermare che la libertà è morta vorrebbe dire che è morta la vita. Non esiste nella storia un ideale che possa sostituire quello della libertà «che è l'unica che faccia battere il cuore dell'uomo, nella sua qualità di uomo.»
Ma si dice che queste affermazioni sono il tipico parlare del filosofo perso in un mondo tutto suo lontano da ogni realtà: di fronte alle sopraffazioni, violenze, persecuzioni e altri simili terribili eventi di cui è ricca la storia umana, sembrerebbe che sostenere che la storia sia storia di libertà apparirebbe come una «balordaggine»
Ma la filosofia non si lascia sopraffare dall'immaginazione: essa interpreta razionalmente la realtà. «Così, indagando e interpretando , essa, la quale ben sa come l'uomo che rende schiavo l'altro uomo sveglia nell'altro la coscienza di sé e lo avviva alla libertà, vede serenamente succedere a periodi di maggiore altri di minore libertà, perché quanto più stabilito e indisputato è un ordinamento liberale, tanto più decade ad abitudine, e, scemando nell'abitudine la vigile coscienza di sé stesso e la prontezza della difesa, si dà luogo ad un vichiano ricorso di ciò che si credeva non sarebbe mai riapparso al mondo, e che a sua volta aprirà un nuovo corso.»
Nei tempi in cui è diffusa la libertà gli uomini hanno l'impressione che siano molti quelli che condividono i loro sentimenti, al contrario nei tempi illiberali si ha l'impressione di essere in solitudine o quasi. Ottimistica la prima illusione come pessimistica la seconda. La filosofia renderà chiaro che la storia non è un idillio ma neppure una tragedia di orrori, un dramma dove i protagonisti sono colpevoli-incolpevoli «misti di bene e di male, e tuttavia il pensiero direttivo è in essa sempre il bene, a cui il male finisce per servire da stimolo... Chi desideri in breve persuadersi che la libertà non può vivere diversamente da come è vissuta e vivrà sempre nella storia, di vita pericolosa e combattente, pensi per un istante a un mondo di libertà senza contrasti, senza minacce e senza oppressioni di nessuna sorta; e subito se ne ritrarrà inorridito come dall'immagine, peggio che della morte, della noia infinita.» In sostanza per Croce la libertà può essere apprezzata solo difendendola costantemente in maniera dialettica.